# Burgstall Schrotzhofen
Der Burgstall Schrotzhofen ist eine abgegangene Burg in der Ortsmitte (Haus Nr. 10) des Gemeindeteils Schrotzhofen des Marktes Beratzhausen im Oberpfälzer Landkreis Regensburg in Bayern. Die Anlage wird als Bodendenkmal unter der Aktennummer D-3-6836-0007 als „Mittelalterlicher Burgstall mit der Kath. Kirche St. Helena in Schrotzhofen“ geführt. 

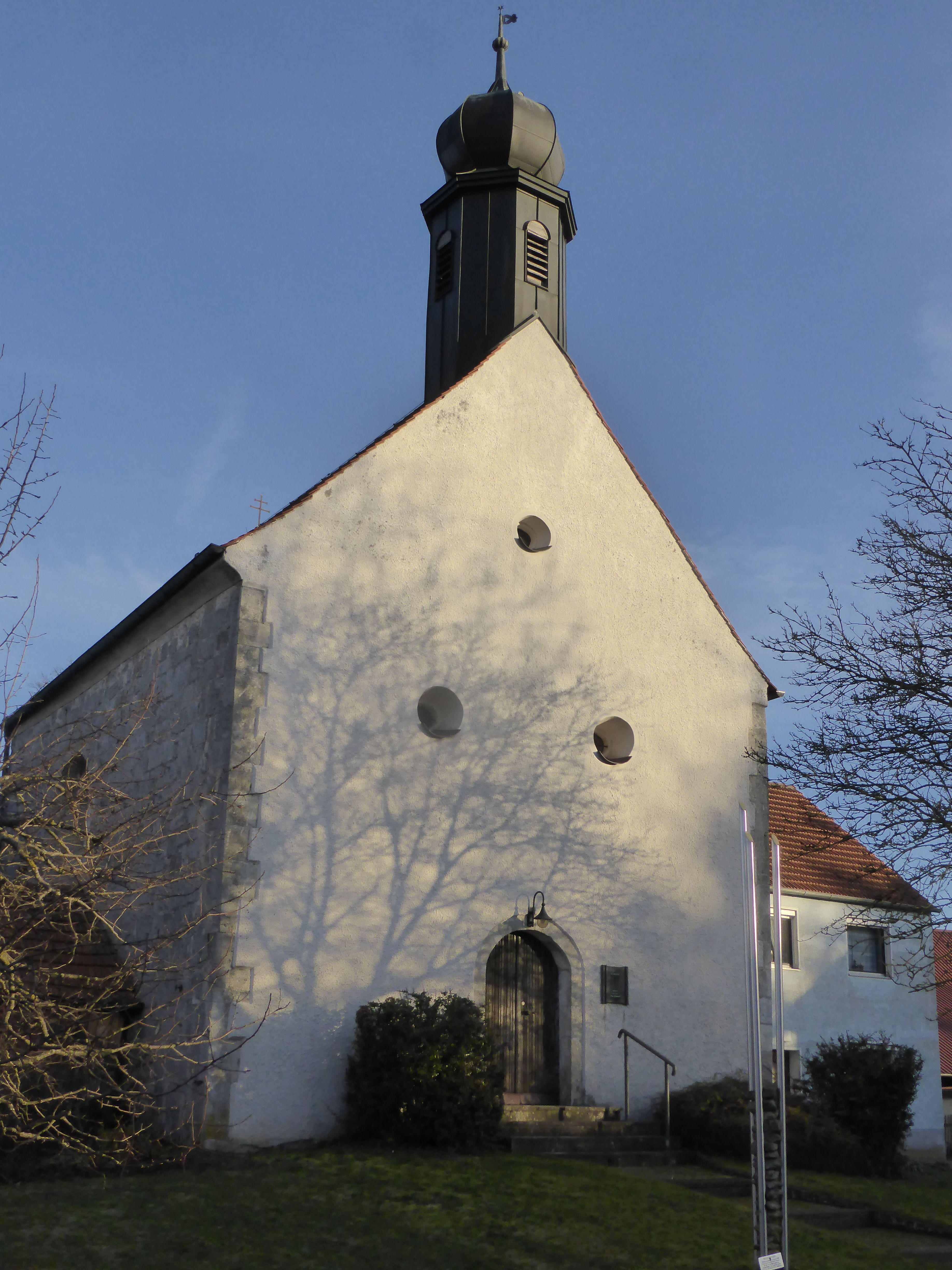
Filialkirche St. Helena von Schrotzhofen (2019)

Von der ehemaligen Burg sind keine gesicherten Daten bekannt. Als ehemalige Besitzer werden die Herren von Schrotzhofen und Stauff zu Ehrenfels genannt.
Auf dem Burgstall, heute ein Bodendenkmal, befindet sich die Kirche Sankt Helena, vermutlich die frühere Burgkapelle.